# Шипіоне Боргезе
Шипіоне Боргезе (лат. Scipio Burghesius, італ. Scipione Borghese; 1 вересня 1577, Рим, Папська область — 2 жовтня 1633, там же) — італійський куріальний кардинал. Племінник Папи Римського Павла V. Прославився як меценат і колекціонер мистецтва (в першу чергу, античного). Архипресвітер патріаршої Латеранської базиліки з 1608 по 1623 рік. Бібліотекар Святої Римської церкви ad vitam з 11 червня 1609 по 17 лютого 1618 року. Великий пенітенціарій з 5 січня 1610 по 2 жовтня 1633 року. Архієпископ Болоньї з 25 жовтня 1610 по 2 квітня 1612 року. Архипресвітер патріаршої Ватиканської базиліки з 1620 по 2 жовтня 1633. Камерленго Священної Колегії кардиналів з 11 січня 1621 по 9 січня 1623 року. Кардинал-священник з 18 липня 1605 року, з титулом церкви Сан Крізогоно з 17 серпня 1605 року, in commendam з 20 серпня 1629 року. Кардинал-єпископ Сабіни з 20 серпня 1629 по 2 жовтня 1633 року.

## Біографія
Шипіоне народився в сім'ї Франческо Каффареллі і Ортенсіі Боргезе і спочатку носив прізвище Каффареллі. У батька не було коштів оплачувати навчання Шипіоне, і за його навчання кошти вносив дядько по материнській лінії, Камілло Боргезе (майбутній папа римський Павло V). Після 1605 року, коли Камілло Боргезе зійшов на папський престол, він досить швидко присвоїв Шипіоне звання кардинала, що давало йому право використовувати ім'я і герб Боргезе. У роки правління Павла V кардинал Боргезе мав величезну владу в якості секретаря Папи Римського і глави ватиканського уряду. Від свого імені та від імені папи Шипіоне збирав численні податки і збори, придбав величезні ділянки землі для родини Боргезе.
Помер в 1633 році в Римі й похований в каплиці Боргезе в базиліці Санта-Марія-Маджоре.

## Особисте життя
Сучасники коментували майже публічні скандали, що часом виникали через можливу гомосексуальність Боргезе, що відображалася в його схильності до колекціонування творів мистецтва з сильним гомоеротичним підтекстом. У 1605 році Шипіоне нібито розгнівав свого дядька, папу, привізши до Риму Стефано Піньятеллі, до якого Шипіоне був тісно прив'язаний.
За словами пізнішого письменника Гаетано Мороні, Шипіоне
...прагнучи прихильності Стефано, запросив його до Риму та прийняв до свого двору, де Стефано здобув таку владу над кардиналом, що той робив усе за його порадою. Цього було достатньо для заздрості та ревнощів придворних, які виголошувати проти нього злісні та отруйні наклепи, що спонукало кардиналів та послів доповідати папі, що Стефано сповнений огидних вад, і що заради честі його племінника необхідно цілковито прогнати його.
Потому Шипіоне захворів на довгу та важку хворобу й одужав лише тоді, коли Піньятеллі дозволили приїхати. Папа вирішив контролювати Піньятеллі та висвятив його, що стало початком його кар'єри, яка призвела до того, що він став кардиналом у 1621 році.
Піньятеллі двічі був виправданий римською інквізицією у справах про «неналежний вплив» на кардинала Боргезе. Однак, нещодавно опубліковані шпигунські звіти Джованні Антоніо Марти суперечать результатам офіційного розслідування та суттєво підтверджують гомосексуальні схильності кардинала Шипіоне. Вони містять повідомлення про дворянина, якого Шипіоне, як кажуть, кохав «до божевілля» і для якого він був сповнений рішучості роздобути кардинальський капелюх; а також похмуріший епізод, де вісімнадцятирічний юнак нібито був убитий у передпокої Шипіоне його слугами після того, як покинув ліжко кардинала.